# Repulse Records
Repulse Records bylo španělské nezávislé hudební vydavatelství z Madridu založené v roce 1994 Davem Rottenem (zpěvákem kapely Avulsed) a jeho dvěma společníky. Specializovalo se zejména na death metal. Na vydaných nahrávkách používalo katalogová čísla se zkratkou RPS.
Odlišné názory mezi společníky, nestabilní finanční situace a krize v hudebním průmyslu způsobily v srpnu 2002 zánik vydavatelství.
Repulse Records bylo druhým labelem Davea Rottena, předtím provozoval v letech 1990–1994 Drowned Productions. Před krachem Repulse Records založil již sám v roce 2001 vydavatelství Xtreem Music.

## Kapely
Seznam vybraných kapel, jejichž desky vyšly u Repulse Records:
- Abramelin
- Adramelech
- Anasarca
- Avulsed
- Centinex
- Deeds of Flesh
- Demilich
- Deranged
- Deteriorot
- Disgorge
- Immolation
- Imprecation
- Incantation
- Intestine Baalism
- JesusMartyr
- Ouija
- Reincarnation
- Rotten Sound
- Sepsism
- Severance
- The Mist
- Vader